# I. e. 365
Évszázadok: i. e. 5. század – i. e. 4. század – i. e. 3. század
Évtizedek: i. e. 410-es évek – i. e. 400-as évek – i. e. 390-es évek – i. e. 380-as évek – i. e. 370-es évek – i. e. 360-as évek – i. e. 350-es évek – i. e. 340-es évek – i. e. 330-as évek – i. e. 320-as évek – i. e. 310-es évek
Évek: i. e. 370 – i. e. 369 – i. e. 368 – i. e. 367 –  i. e. 366 – i. e. 365 – i. e. 364 – i. e. 363 – i. e. 362 – i. e. 361 – i. e. 360

## Események

### Görögország
- III. Perdikkasz makedón király megöleti Aloroszi Ptolemaioszt, aki régensként uralkodik helyette. Ptolemaiosz i.e. 368-ban meggyilkoltatta Perdikkasz bátyját, II. Alexandroszt, hogy betölthesse ezt a pozíciót.
- A Timótheosz vezette athéni sereg tíz hónapos ostrom után elfoglalja a perzsa helyőrséggel védett Számoszt.

### Róma
- Etruszk színészek előadják az első színielőadást Rómában.
- Lucius Genucius Aventinensist és Quintus Servilius Ahalát választják consullá.

## Halálozások
- Marcus Furius Camillus, római hadvezér és államférfi
- Antiszthenész, görög filozófus

## Fordítás
- Ez a szócikk részben vagy egészben  a(z)   365 BC című angol Wikipédia-szócikk ezen változatának fordításán alapul.  Az eredeti cikk szerkesztőit annak laptörténete sorolja fel. Ez a jelzés csupán a megfogalmazás eredetét és a szerzői jogokat jelzi, nem szolgál a cikkben szereplő információk forrásmegjelöléseként.